# Targem Games
Targem Games — российский разработчик видеоигр, базирующийся в Екатеринбурге. С момента основания в 2002 году студия создала 19 компьютерных игр различных жанров: от стратегий и ролевых игр до пошаговых стратегий и гонок. Компания получила несколько наград российской конференции разработчиков игр (КРИ), в том числе «Лучший дебют», «Лучший игровой дизайн» и «Самый инновационный проект».

## История
Компания была основана в 2002 году, когда был подписан первый контракт о разработке проекта «Магия Войны: Тень Повелителя» с компанией «Бука». Игра вышла в 2003 году, сочетая элементы стратегии и ролевой игры. Впоследствии игра выходит за рубежом под названием Battle Mages. В 2004 году выходит продолжение — «Магия Войны: Знамёна Тьмы».
В 2005 году выходит Ex Machina. В следующем году игра появляется в магазинах США под названием Hard Truck Apocalypse. Следующими опубликованными проектами становятся дополнение «Ex Machina: Меридиан 113» и игры Ex Machina: Arcade и «Дневной Дозор».
В 2008 году компания получает статус сертифицированного разработчика для Xbox 360 и PlayStation 3. В России выходят проекты «Симбионт» и Sledgehammer.
С 2010 года начинается плодотворное сотрудничество Targem Games с «Gaijin Entertainment», первым совместным проектом становится танцевальная игра «Dance Magic».
В 2011 году компания своими силами издает Armageddon Riders в PlayStation Network, игра стала первым опытом компании в разработке для платформы PlayStation 3.
В 2014 году выходит Star Conflict — многопользовательская онлайн-игра в жанре action по космической тематике. Проект представляют на выставках Е3 в Лос-Анджелесе и на Gamescom в Кельне, также игра получает награду «Лучшая графика GOTY Awards» по версии IGM 2013. В этом же году компания выпускает гоночную аркаду Blazerush, которая позднее вошла в число тридцати первых в мире игр для платформы Oculus.
В 2015 году Gaijin Entertainment и Targem Games анонсируют Crossout, постапокалиптический MMO-экшн, основу которого составляют сессионные PvP-сражения на бронеавтомобилях, собранных самими игроками. В этом же году проект представляют на выставке E3 2015 в Лос-Анджелесе. После анонса игра получает награды «Самый инновационный проект Е3 по версии MMORPG», «Лучший дебют на Gamecom по версии «Навигатора Игрового Мира» и «Выбор редакции Goharu awards».
В 2017 году состоялся релиз Crossout, игра стала доступна на ПК и игровых консолях.
В 2019 году анонсируется проект Crossout Mobile — мобильная версия постапокалиптического MMO-экшна, официальный релиз игры в России состоялся в 2021 году.
В 2022 году Crossout Mobile становится доступным в странах Европы, Северной Америки и других регионов. Также в этом году состоялся полноценный релиз «Crossout 2.0» — в связи с переходом на новый движок Targem Engine 2.0 и глобальным обновлением графики.
С 2023 года в студии открывается издательское отделение, компания начинает выступать издателем игр от инди-разработчиков. В этом же году выходит Folk Hero — первая игра издательства, созданная командой начинающих разработчиков Chudo-Yudo Games.
В 2024 году состоялся релиз JustAxe, проекта от команды начинающих разработчиков Supergalactic Gamedev, где Targem Games также выступили в роли издателя.

## Разработанные игры
| Название игры                       | Год выпуска | Жанр                                                    |
| Магия Войны: Тень Повелителя        | 2003        | стратегия в реальном времени, ролевая компьютерная игра |
| Магия Войны: Знамёна Тьмы           | 2004        | стратегия в реальном времени, ролевая компьютерная игра |
| Ex Machina                          | 2005        | автосимулятор, ролевая компьютерная игра                |
| Ex Machina: Меридиан 113            | 2006        | автосимулятор, ролевая компьютерная игра                |
| Ex Machina: Arcade                  | 2007        | автосимулятор                                           |
| Дневной Дозор                       | 2007        | пошаговая тактическая игра                              |
| Sledgehammer                        | 2008        | автосимулятор                                           |
| Симбионт                            | 2008        | шутер от третьего лица                                  |
| Armageddon Riders                   | 2009        | автосимулятор                                           |
| Симбионт/MorphX (Xbox 360)          | 2010        | шутер от третьего лица                                  |
| Insane 2                            | 2011        | автосимулятор                                           |
| Battle vs. Chess                    | 2011        | шахматы                                                 |
| Planets Under Attack                | 2012        | стратегия в реальном времени                            |
| Империя Дракона                     | 2012        | Три в ряд                                               |
| Dance Magic                         | 2013        | аркада                                                  |
| Star Conflict                       | 2014        | MMO/Action                                              |
| Etherlords (iOS)                    | 2014        | MMO                                                     |
| Blazerush                           | 2014        | автосимулятор                                           |
| Crossout                            | 2017        | автосимулятор                                           |
| Star Conflict Heroes (iOS, Android) | 2017        | ролевая компьютерная игра                               |
| Crossout Mobile                     | 2021        | MMO/Action для мобильных устройств                      |